# Metappana crscentica
Metappana crscentica là một loài bướm đêm trong họ Noctuidae.